# Raymond Benoist
M. Raymond Benoist ( 10 de junio de 1881 - 17 de enero de 1970) fue un zoólogo y botánico francés. Realizó conspicuas exploraciones botánicas en la Guayana Francesa.
De 1930 a 1932 es profesor en la Universidad Central del Ecuador en Quito, y en 1931 recolectaba especímenes en la provincia de Napo, Ecuador.

## Algunas publicaciones
1. 1912. Recherches sur la structure de la classification des acanthacées de la tribu des barlériées
2. Bettenfeld, N, R Benoist, AJ Bertin, A Bertin (Auteur), H Lecomte. 1920. Mission d'études forestières envoyée dans les colonies françaises par les ministères de la guerre de l'armement et des colonies. Tome cinquième. Les Bois de la Guyane française et du Brésil. Chef de mission Commandant A. Bertin,... M. Bettenfeld,... R. Benoist,... Préface de M. Henri Lecomte
3. Lecomte, H; P Dop, R Benoist. 1925. Flore générale de l'Indochine (publicado bajo la dirección de H. Humbert,... T. 4. Fasc. 7... Acanthacées, por R. Benoist
4. Benoist, R. 1926. Hyménoptères melliféres des environs de Paris. Annales de la Société Entomologique de France 95(2/3): 210
5. ----. 1927a. Une nouvelle espéce d’Osmia d’Algérie. Annales de la Société Entomologique de France 96(3/4): 270
6. ----. 1927b. Une nouvelle espéce d’Osmia d’Algérie. 2. Annales de la Société Entomologique de France 97(1/2): 18
7. Benoist, R. 1928a. Etude sur la fauna des Hyménoptera des Alpes- françaises. Annales de la Société Entomologique de France 97(3/4): 389-417.
8. ----. 1928b. [Notas de miel producida por Hymenoptera]. Bulletin de la Société Entomologique de France 1928(6): 107-109
9. ----. 1928c. Hyménoptères melliféres nouveaux pour la fauna française. Bulletin de la Société Entomologique de France 1928(7): 120-122
10. ----. 1928d. Description d’une especes nouvelle d’ Hyménoptères melliféres du genre Heriades. Bull. Mus. National Hist. Nat. Paris 1928(5): 332-336
11. ----. 1929a. Les Heriades de la faune française (Hymenoptera, Apidae). Annales de la Société Entomologique de France 98(1/2): 131-141
12. ----. 1929b. Description d’une especes nouvelle du genre Osmia. Annales de la Société Entomologique de France 98(3): 134
13. ----. 1929c. Description d’une espèce nouvelle d’Osmia du Japan. Annales de la Société Entomologique de France 98(1/2): 142
14. ----. 1931a. Les osmies de la faune française. Annales de la Société Entomologique de France 100(1/2): 23-60
15. ----. 1931b. Descriptions d’espèces nouvelles afrique du genre Heriades (Hym. Apidae). Annales de la Société Entomologique de France 100(1/2): 99-105
16. ----. 1933. Description d'une nouvelle espece de mélipone (Hym. Apidae) de la Republique de l'tquateur. Bull. Soc. Ent. France 38, p. 52
17. ----. 1934. Description d’ espèces nouvelle d’ Hyménoptères melliféres. Bulletin de la Société Entomologique de France 39: 106-110, 158-160
18. Gagnepain, F; R Benoist. 1935. Pédalinacées fin. Acanthacées
19. Benoist, R. 1935a. Remarques sur quelques espèces du genre Megachile (Hymen. Apidae). Annales de la Société Entomologique de France 104(2): 97-108
20. ----. 1935b. Descriptions d’espéces nouvelles paléarctiques du genre Heriades (Hym. Apidae). Bulletin de la Société Entomologique de France 40: 277-280
21. ----. 1937. Une nouvelle espece africaine du genre Melipona. Rev. Frangaise Ent., vol. 4, pp. 181-182
22. ----. 1938a. Hyménoptères melliféres nouveaux du Maroc. Bull. Soc. Sci. Nat. Maroc, Rabat 17[1937] 1938: 163-165
23. ----. 1938b. Nouvelle espèces d’ Hyménoptères melliféres paléarctiques. Bulletin de la Société Entomologique de France 43: 85-88
24. Berland, L; R Benoist, F Bernard, H Maneval. 1940a. La Faune de la France en tableaux synoptiques illustrés... Tomo 7. Hyménoptéres. Ed. Delagrave, París
25. Benoist, R. 1940b. Remarques sur quelques espéces de mégachiles principalement de la faune française. Annales de la Société Entomologique de France 109: 41-88
26. ----. 1942. Les Hyménoptères qui habitent les tiges de ronce aux environs de Quito (Equateur). Annales de la Société Entomologique de France 111: 75-90
27. ----. 1943a. Descriptions de nouvelles acanthacées malgaches
28. ----. 1943b. Les Hypoestes africains
29. ----. 1944. Hyménoptères mellifères recueillis au Cameroun par P. Lepesme, R. Paulian & A. Villiers
30. ----. 1946. The bees (Hymenoptera) of Campanula. Entomologiste 2: 90-93
31. ----. 1950a. Apides de l’A.O.P. Communiques par A. Villiers. Bull. Inst. Franc. Afr. Noire, Dakar 12: 629
32. ----. 1950b. Contribution à litude du peuplement de la Mauritanii, Apides recucillis en 1948-49 par L. Berland et A. Villiers. Bull. Inst. Franc. Afr. Noire, Dakar 12: 941-943
33. ----. 1950c. Notes sur quelques Apides (Hymenoptera) paléarctiques. Bulletin de la Société Entomologique de France 55: 98-102
34. ----. 1950d. Contribution à la connaissance des Hyménoptères, Apides de Madagascar. Mem. Inst. Sci. Madagascar, Tana Narive 4A: 97-104
35. ----. 1950e. Hyménoptères récoltés par une Mission suisse au Maroc. Bull. Soc. Sci. Nat. Maroc, Rabat 30[1950] 1951: 183-193
36. ----. 1955. Nouvelles espèces d’apides de Madagascar. Annales de la Société Entomologique de France 123[1954]: 149-155
37. ----. 1958. Hyménoptères récoltés par une mission Suisse au Maroc (1947). Bulletin de la Société des Sciences Naturelles et Physiques du Maroc 37: 161-166
38. ----. 1959. Les Prosopis de France. Cahiers des Naturalistes, Bulletin des Naturalistes Parisiens 15: 75-87
39. ----. 1961. Hyménoptères Apides recueillis au Hogger par A. Giordani Soika. Viaggi di A. Giordani Soika nel Sahara – X. Boll. Mus. Stor. Nat. Venezia 14: 43-52
40. ----. 1962. Nouvelles espèces d’apides Malgaches. Bulletin de la Société Entomologique de France 67: 214-223.

### Libros
- 1967. Flore de Madagascar et des Comores : Plantes vasculaires, publiées... sous la direction... de J.H. Humbert. Ed. Museum national d'histoire naturelle, Lab. de phanérogamie. 231 pp.

## Honores
En 1947 fue presidente de la Société Botanique de France.

### Epónimos
En su villa natal Ansacq, una calle conmemora su nombre.
Género
- (Euphorbiaceae) Benoistia H.Perrier & Leandri[1]

Especies
| - (Acanthaceae) Aphelandra benoistii Wassh. - (Acanthaceae) Crossandra benoistii Vollesen - (Acanthaceae) Odontophyllum benoistii (Wassh.) Sreem. - (Apiaceae) Bupleurum benoistii Litard. & Maire - (Asteraceae) Cheirolophus benoistii (Humbert) Holub | - (Berberidaceae) Berberis benoistiana J.F.Macbr. - (Brassicaceae) Cremolobus benoistii J.F.Macbr. - (Caryophyllaceae) Silene benoistii Maire - (Euphorbiaceae) Euphorbia benoistii Leandri - (Fabaceae) Lotus benoistii (Maire) Lassen | - (Lythraceae) Capuronia benoistii (Leandri) P.E.Berry - (Melastomataceae) Miconia benoistii Wurdack - (Poaceae) Brachiaria benoistii A.Camus - (Poaceae) Mnesithea benoistii (A.Camus) de Koning & Sosef - (Sapotaceae) Pouteria benoistii Aubrév. |

- La abreviatura «Benoist» se emplea para indicar a Raymond Benoist como autoridad en la descripción y clasificación científica de los vegetales.[17]